# سال‌های ماشینی کلارکسون
سال‌های ماشینی کلارکسون (انگلیسی: Clarkson's Car Years) مجموعه تلویزیونی بریتانیایی با اجرای جرمی کلارکسون بود که برای نخستین بار در ژوئن و ژوئیهٔ ۲۰۰۰ از شبکه بی‌بی‌سی دو پخش شد.